# Epoksidne smole
Epoksidne smole (engl. epoxy resins; ep- + oksid) su kemijski inertni polimeri s najmanje dvije epoksidne skupine koji se povezivanjem lančastih molekula mogu prevesti u visokomolekulske polimerne materijale (epoksidni polimeri).

## Dobivanje
Proizvode se polikondenzacijom dihidroksifenilpropana (bifenol A) i epiklorhidrina u dva stupnja.

Uz višak epiklorhidrina prvo nastaju viskozne tekućine ili plastične krutine, koje zatim umrežavanjem otvrdnjuju u duromer i poprimaju uporabna svojstva.

Kao umrežavala služe amini, fenoli, alkoholi i masne kiseline.

Ako se reakcija provodi u stehiometrijskom omjeru reaktanata, nastaju linearni polimeri sa svojstvima plastomera (fenoksidne smole), koji se također mogu umrežavati.
Umrežene epoksidne smole velike su toplinske i kemijske postojanosti, otporne prema vodi i organskim otapalima i velike adhezivnosti za većinu materijala.

## Upotreba
Zbog svojih svojstava, pretežito služe kao ljepila i sredstva za zaštitu površine. Najveća im je primjena u antikorozivnoj zaštiti i prevlačenju metala u automobilskoj i elektroindustriji, u prehrambenoj industriji za unutarnju zaštitu limene ambalaže, u kemijskoj industriji za zaštitu spremnika, cjevovoda, i uređaja izloženih morskoj vodi.
Laminati od epoksidnih smola i vlaknastih materijala služe kao konstrukcijski materijali u zrakoplovstvu i kao podloga za električne tiskarske strojeve.